# Gotthart Kuppel
Gotthart Kuppel (* 1946 in Bremen) ist, nachdem er zunächst Judosportler und Arzt war, Schauspieler, Schlappseilartist, Performer, Theaterregisseur, Theaterautor, Librettist und zuletzt Objektkünstler geworden.

## Biografie
1965 absolvierte Kuppel in Bremen das Abitur. Von 1960 bis 1972 war er im Judosport aktiv; 1968 wurde er Dritter bei der Weltmeisterschaft der Studenten, dann, nach einem halben Jahr Trainingsaufenthalt in Japan, Mitglied des Olympiakaders für 1972.
1965 und 1966 leistete Kuppel seinen Wehrdienst; 1983 verweigerte er.
1966 begann er das Studium der Medizin an der Universität München, 1973 legte er dort das Staatsexamen ab. 1986 wurde Kuppel an der Universität Bochum zum „Dr. med.“ promoviert mit der Dissertation Zum Gesundheitsverhalten von Schauspielern.
Über den Judosport kam er zu seiner ersten Theaterarbeit: er arrangierte 1970 eine Bühnenschlägerei. Nach Engagements als Schauspieler in München und Bremen war er von 1975 bis 1979 bei Peter Zadek am Schauspielhaus Bochum als Schauspieler, Regieassistent, Dramaturg, Akrobat, Musiker und Körpertrainer beschäftigt. Anschließend arbeitete er als Schauspieler und Artist an verschiedenen deutschen Theatern.
Seit 1970 trat er auch solistisch auf; als Schlappseilgeher, Kabarettist, Spaßmacher und Performer gab er sich den Namen „Doktor Kuppels Kombinationskunst“. Er spielte in Deutschland, Japan, Österreich, Polen, Ungarn, der Schweiz, in Spanien und in der Tschechischen Republik.
Ab 1982 arbeitete er dann auch als Regisseur, vor allem am Theater für Kinder. Über die Regiearbeit und eigene Regiefassungen kam er zu verstärkter literarischer Arbeit. Neben Kurzprosa schrieb Kuppel Theaterstücke, Libretti und zahlreiche Bearbeitungen für das Theater. 1991 erhielt er das Bremische Literaturförderstipendium.
Ab 1998 stellte er als bildender Künstler in diversen Galerien seine Objekte aus. 2010 wurde er Mitglied des BBK (Berufsverband Bildender Künstler) Bremen. Er lebt und arbeitet in Bremen und auf Teneriffa.

## Inszenierungen (Auswahl)
- 1987 Schumanns Kinderszenen, G. K. (München)
- 1989 Das Skurrilspiel Sowas, Albert Drach (Esslingen)
- 1990 O wie schön ist Panama, G. K. nach Janosch (Braunschweig)
- 1990 Der Abendkranich, Junji Kinoshita (Esslingen)
- 1991 O wie schön ist Panama, G. K. nach Janosch (Münster)
- 1991 Schumanns Kinderszenen, G. K. (Gelsenkirchen)
- 1991 Schüsse ins Theater, G. K. (Bremen)
- 1992 Bericht vom Tod des Musikers Jack Tiergarten, Oper von Johannes Kalitzke nach Thomas Brasch (Wiesbaden)
- 1994 Bericht vom Tod des Musikers Jack Tiergarten, Oper von Johannes Kalitzke nach Thomas Brasch (Gelsenkirchen, Koproduktion mit Bayerischer Staatsoper, Münchener Biennale)
- 1994 Amerika gibt es nicht, G.K. nach Peter Bichsel (Neuss)
- 1995 Die Reise nach Brasilien, Daniil Charms (Gelsenkirchen)
- 1995 Pompinien, Ingeborg von Zadow (Konstanz)
- 1996 Sonate in Urlauten, Kurt Schwitters (Freiburg)
- 1996 Aus dem Notizbuch des Abendkönigs, G. K. nach Günter Bruno Fuchs (Konstanz)
- 1997 América no existe, G. K. nach Peter Bichsel (Quito, Ecuador)
- 1997 Schmackel Bunz oder Der gelbe Hund, G. K. nach Ernst Jandl (Halle)
- 1998 Schmackel Bunz oder Der gelbe Hund, G. K. nach Ernst Jandl (Freiburg)
- 1998 Jacke wie Hose, Manfred Karge (Halle)
- 1998 Atlantisspinner, G. K. (Heidelberg)
- 1999 Die Unterrichtsstunde, Eugène Ionesco (Neuss)
- 2000 XYZ, Friedrich Karl Waechter (Konstanz)
- 2001 Lenz, Georg Büchner (Freiburg)
- 2004 Das Muschelessen, Birgit Vanderbeke (Freiburg)

## Theaterperformances (Auswahl)
- 1979 Die erste Überquerung der Niagarafälle auf dem Schlappseil (Bochum)
- 1979 Der Mehrschein (Bochum)
- 1981 Zwei Eier hat die Freiheit (Bremen)
- 1981 Schön stirbt sich´s: Todesarten auf Deutsch (Bremen)
- 1987 Männerheit (mit Malte Jaspersen; Wrocław)
- 1988 Tea for Two (mit Malte Jaspersen; Bremen)
- 1994 Das hohe Seil oder die Jagd nach dem Glück (nach Emanuel von Bodman; Regie: Werner Eggenhofer; Meersburg)
- 1995 Einmal Tenerife und zurück (Tenerife)
- 1999 Fliegen (Tenerife)
- 2005 Fliegen mit Musik ((mit Ingo Ahmels) am Kleinklavier; Bremen)
- 2016 Einmal brach ich mir das Bein, es war das schönste Erlebnis meines Lebens, Kafka und Klänge, mit Ingo Ahmels, Flügelklänge

## Performances zu bildender Kunst (Auswahl)
- 1989 Der befangene Blick
- 1992 Risor mortis
- 1992 Über die Notwendigkeit des Ungleichgewichts
- 1995 Naturaleza viva
- 1998 Atlas
- 2002 Globalisierendes Stillleben
- (alle in der Sala Conca, La Laguna, Tenerife)
- 2003 Körperlich ausgedrückt, Producciones Gráficas, Los Majuelos (Tenerife)
- 2004 Freundschaft zwischen Mensch und Tier, Sala Conca
- 2005 Über Vulkane Fliegen (mit diversen Mitarbeitern), Prod. Gráf., Los Majuelos
- 2005 Der Tod auf der Suche nach seinem Abbild, Sala Conca.

## Ausstellungen (Auswahl)
- 1998 Sala Conca mit Eve-Maria Zimmermann (EMZ)
- 1998 Atelier Am Schwarzen Meer, Bremen
- 1999, 2000, 2002 Buchladen Ostertor, Bremen
- 2003 Hängendes, Atelier Am Schwarzen Meer
- 2003 Galerie Terzo, Berlin
- 2004 Sala Conca (mit EMZ)
- 2004 Begegnung im Europäischen Haus, Städtische Galerie Trebon, Tschechische Republik (mit Tilman Rothermel) und (mit Wolfgang Schmitz)
- 2004 Galerie Schraffur, Bremen (mit EMZ)
- 2004, 2005, 2006 Buchladen Ostertor
- 2007 Hören und Sehen, Hofgalerie, Bremen (mit Ingo Ahmels)
- 2008 KunstStöcke, Museo Casa de El Capitán, San Miguel de Abona, Tenerife
- 2008 TotenTanz 111, Sala Conca
- 2010 Al pied del objeto, Aljibe, San Miguel de Abona, Tenerife
- 2011 Die Moral der Objekte, KunstBox, Bremen
- 2013 Vértigo (mit Patricia Delgado), Sala Conca, Tenerife

Gruppenausstellungen seit 1999
- La Laguna, Los Cristianos, San Miguel de Abona (Tenerife), Pilsen, Olomouc (Tschechische Republik), Berlin, Bremen
- 2008: Alte Meister – Neue Geister, Bremen/Ahrensburg
- 2013: Man spricht vom Krieg, Bremen/Prag/Benešov/Wien/Sarajevo/Berlin
- 2014: Reciclarte, Santiago de Cuba
- 2015: Figuras Negras, La Habana, Cuba

## Werke
- Theaterstücke:
- 1987 Schumanns Kinderszenen (Verlag Autorenagentur, Berlin)
- 1991 Schüsse ins Theater (Verlag Autorenagentur, Berlin)
- 2000 Atlantisspinner, in: Theater der Generationen, hrsg. von Henning Fangauf, Wilhelmshaven
- 2004 Der Herbst des Patriarchen, Libretto für Giorgio Battistellis Oper nach dem gleichnamigen Roman von Gabriel García Márquez (UA Bremen)

- Bearbeitungen für das Theater:
- 1987: Durcheinander im Anzug, nach Christian Morgenstern
- 1990: O wie schön ist Panama, nach Janosch
- 1994: Amerika gibt es nicht, nach Peter Bichsel
- 1995: Die Reise nach Brasilien, nach Daniil Charms
- 1996: Aus dem Notizbuch des Abendkönigs, nach Günter Bruno Fuchs
- 1997: Schmackel Bunz oder: Der gelbe Hund, nach Ernst Jandl
- 1992: 13 höchst persönliche, unvollständige und wahrscheinlich widersprüchliche Notizen zum Theater für Kinder. In: Beiträge zum Kindertheater. Grundschule/Praxis Grundschule
- 2003: Die Natur ist witzig/La naturaleza es chistosa (Kurzprosa deutsch und spanisch), Producciones Gráficas, Los Majuelos, Tenerife